# 이기재 (1941년)
이기재(李祺載, 1941년 5월 19일~)은 대한민국의 정치인이다. 제4·7·8대 서울특별시 노원구청장을 지냈다. 본관은 광주이며, 경기도 수원군 출신이다.

## 학력
- 동성중학교 졸업
- 동성고등학교 졸업
- 고려대학교 법학 학사 졸업

### 비학위 수료
- 미네소타 대학교 대학원 행정학 석사 졸업

## 경력
- 대통령비서실 민원담당관
- 서울특별시 마포구 부구청장
- 서울특별시 성동구 부구청장
- 서울특별시 중구 부구청장
- 서울특별시 상수도사업본부 경영관리국 국장
- 1992. 10.~.1993. 3. 제2대 서울특별시 중랑구청장
- 1993. 3.~1995. 3. 제4대 서울특별시 노원구청장
- 1998. 7.~2002. 6. 제8대 서울특별시 노원구청장
- 2002. 7.~2006. 6. 제9대 서울특별시 노원구청장

## 역대 선거 결과
|  | 35.42% |

|  | 37.9% |

|  | 41.48% |

|  | 51.37% |

|  | 9.96% |

|  | 1.17% |

## 같이 보기
- 중랑구청장
- 노원구청장